# Temný ráj
Temný ráj (The Ask and the Answer) je druhý díl sci-fi dystopické knižní série Trilogie Chaos od amerického spisovatele Patricka Nesse. Knížku, která navazuje na předchozí díl, Hlas nože, vydalo v roce 2009 nakladatelství Walker Books. Český překlad vyšel v roce 2011 u nakladatelství Jota. Knížka je vyprávěna v ich-formě z pohledu Violy a Todda.

## Děj
Poté, co Todd přinesl do Nového Prentisstownu zraněnou Violu, mu ji prezident Prentiss vzal a umístil do léčebného domu, kde jí léčitelky zachránily život. Todd, který se snaží najít Violu, nedobrovolně spolu s prezidentovým synem, Davym, hlídá přibližně tisíc Sádráků, kteří jsou v Novém Prentisstownu vězněni jako otroci. Spolu s Davym dostane za úkol všechny Sádráky označkovat kovovými náramky s čísly, které zarostou pod kůži a už nikdy nepůjdou sundat. Viola se mezitím v léčebném domě seznamuje s léčitelkou Nicolou Coylovou, která tajně připravuje povstání proti prezidentu Prentissovi. Protože se Viola stále snaží zkontaktovat své lodě ve Vesmíru, spolu s mladou léčitelkou jménem Maddy v noci uteče a pokusí se dostat ke komunikační věži na kopci. Cestou ovšem potkají seržanta Hammara, který Maddy zastřelí. Tato událost vyburcuje paní Coylovou k akci. Spolu s dalšími ženami umístí v Novém Prentisstownu nálože, které odpálí a uteče do lesa. Jediný, kdo zůstane je Viola spolu s další léčitelkou, Corinne. Paní Coylová mezitím v lese založí odboj jménem Odpověď, jehož členové tajně v noci umísťují nálože v Novém Prentisstownu a ty pak odpalují.
Díky těmto útokům zpřísní prezident Prentiss bezpečnostní opatření a zavede noční zákaz vycházení. Toddovi se ale jednou v noci povede utéct z věže, kde je přes noc vězněn spolu s Ledgerem, bývalým starostou Havenu. Projde kolem vojáků a najde Violu. Společně se chystají uprchnout k oceánu, kde jak se Viola domnívá, má svoji základnu Odpověď. Než ale stihnout utéct, zastaví je prezident Prentiss se svými muži. Viole se druhý den podaří znovu uprchnout a pronikne až k blízkosti komunikační věže. Než se k ní ale stihne dostat, je věž odpálena paní Coylovou jako součást připravovaného útoku. Paní Coylová poté s Violou uteče do tábora Odpovědi, který je v opuštěném dole a nikoliv u oceánu, jak se domnívala Viola. Přestože se Viola chce vrátit do Nového Prentisstownu a zachránit Todda, paní Coylová jí to nedovolí.
Při jednom ze svých útoků se Odpovědi podaří osvobodit některé ženy, které byly vyslýchány a vězněny prezidentovými muži. Zároveň jsou vyvražděni všichni věznění Sádráci až na 1017, kterého zachrání Todd. 1017 v Toddovi přesto vidí hlavního nepřítele. Po tomto útoku Prentiss znovu zpřísní pravidla ve městě a po označkování Sádráků dá Toddovi, Davymu a dalším vojákům za úkol označkovat i všechny ženy. Todd, přestože s tím nesouhlasí, prezidenta poslechne a svůj Hluk uzavře před utrpením, které působí ženám. Prezident zavede i úřad Otázky, do jehož velení dosadí Todda a Davyho. Díky označování žen Odpověď naplánuje závěrečný útok s cílem zničit prezidentovu armádu. Den před útokem dovolí paní Coylová Viole, aby se pokusila zachránit Todda. Viola tedy spolu s Leem, mladým vojákem z Odpovědi, pronikne do Nového Prentisstownu. Aby ji nezadrželi vojáci, musí se nechat od Odpovědi označkovat náramkem.
Viole se k Toddovi opravdu podaří dostat, a protože ten se zdráhá s ní jít, prozradí mu čas a místo útoku Odpovědi. Poté se objeví Ledger, který celou domu špehoval pro prezidenta a chystá se Todda, Violu a Leeho odvést k Prentissovi. Při prohledáváni Violina batohu ovšem narazí na bombu, kterou tam nastražila paní Coylová. Bomba se tepem ruky aktivuje a vybouchne. Viola, která si uvědomí, že ta bomba měla zabít ji, Todda a kdyby to vyšlo, tak i prezidenta, na poslední chvíli strhne Todda stranou a zachrání ho. Poté je Viola prezidentem vyslýchána a Todd, který nedokáže nechat Violu trpět, prozradí prezidentovi čas a místo útoku Odpovědi. Prezident na to místo vyšle armádu, sám se uchýlí na do své katedrály a nechá Todda s Violou o samotě. Todd přesvědčí pár prezidentových vojáků ke vzpouře a vydá se ho spolu s Violou porazit. Lee mezitím spěchá varovat Odpověď.
Prentissovi se díky svému silnému Hluku podaří Todda s Violou porazit a chce se s nimi domluvit na jejich budoucnosti. Z toho je vyruší Davy, který jim oznámí, že Odpověď útočí na jiném místě, než na kterém jim řekl Todd a Viola, která se nevědomky dozvěděla falešný plán útoku. Během toho poblíž města přistane průzkumná loď nových osadníků, kteří pátrájí po Viole a jejích rodičích. Při vyhrocené výměně názorů prezident Prentiss zastřelí vlastního syna a následně je v souboji Hluku poražen Toddem, který ho sváže. Viola se poté na Toddově koni vydává najít průzkumnou loď a Todd hlídá starostu. V tu chvíli začne masivní útok Sádráků, které přivedl 1017 a Todd musí pustit starostu, protože ten je jediný, kdo dokáže zmobilizovat armádu a Sádráky zastavit.

## Ocenění
Knížka v roce 2009 získala ocenění Costa Book Awards v kategorii Children's Book.